# 埃尔维迪尔
埃尔维迪尔是葡萄牙贝雅区的一个堂区。总面积38.71平方公里，总人口1309人，人口密度33.8人/平方公里。